# Fort de Montrouge
Le fort de Montrouge est une fortification de Paris, construite entre 1843 et 1845 et située à Arcueil dans le Val-de-Marne. Le fort héberge aujourd'hui la gendarmerie nationale (le commandement de la gendarmerie outre-mer (CGOM), ainsi que trois des offices centraux de police judiciaire confiés à la gendarmerie), une compagnie de gendarmerie de l'armement, ainsi que certains services de la direction générale de l'Armement (DGA), du secrétariat général pour l'administration (SGA) et du Service du commissariat des armées (SCA).

## Localisation
Malgré son nom, le fort de Montrouge est situé sur le territoire de la commune d'Arcueil, à la limite avec les communes de Montrouge au nord et de Bagneux à l'ouest, au sud et sur une grande partie est. Seule une petite partie à l'est le rattache au reste du territoire d'Arcueil. Cette situation est le résultat de la loi du 5 août 1851.

## Histoire

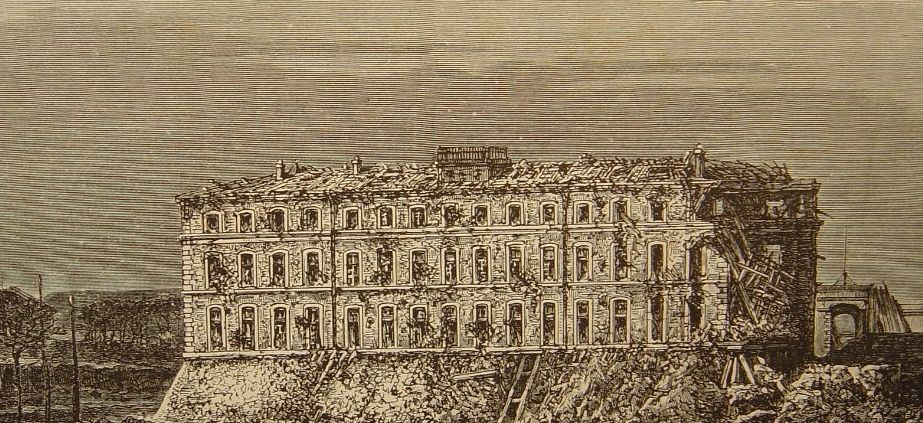
La caserne après les bombardements des Versaillais pendant la Commune de Paris.

Construit entre 1843 et 1845, le fort fait partie de la première ceinture de seize forts pour la défense de Paris (enceinte de Thiers). Il appartient depuis 1851 à la commune d’Arcueil.
Faisant office de dépôt d'artillerie, il abritait un atelier de fabrication de cartouches. Il est investi par l’artillerie française lors de la guerre de 1870 avec un détachement de la 17e batterie d'artillerie de marine, un détachement de la 27e batterie d'artillerie de marine, un détachement d'artillerie de terre et une compagnie de matelots canonniers. Il est bombardé par les prussiens à partir du 5 janvier 1871 et reçoit plus de 12 000 projectiles de gros calibre. Après la capitulation du 28 janvier et l’insurrection de la Commune de Paris à partir du 18 mars 1871, la Fédération de la Garde nationale en lutte contre les « Versaillais » y maintient un détachement.
En 1875 une partie du territoire d’Arcueil est transféré à la ville de Montrouge pour compenser l’amputation de la ville en vue d'une extension de Paris. Néanmoins le fort et ses charges budgétaires demeurent à Arcueil.
Après la Première Guerre mondiale, une caserne de gendarmerie y est établie.
Après la Libération, le fort est utilisé pour des exécutions capitales. Plusieurs collaborateurs y sont fusillés de 1944 à 1949 comme Robert Brasillach ou différents membres de la Gestapo française dont Pierre Bonny, Henri Lafont et Alexandre Villaplane. Le maréchal Pétain, d'abord refugié en Allemagne, puis s'étant constitué prisonnier y est interné trois mois, en compagnie de son épouse, à partir de son arrestation le 27 avril 1945 et jusqu'à l'ouverture de son procès le 23 juillet 1945. 
À partir de 1949, le laboratoire central de l'Armement (LCA) de la direction des études et fabrications d'armement (DEFA) s'y installe également. Il fait construire par la société d'électronique et d'automatisme (SEA) et accueille le premier ordinateur français, la Calculatrice universelle binaire de l'Armement (CUBA),,, puis un laboratoire de traduction automatique conjoint entre l'Armée et le CNRS. Plusieurs nouveaux bâtiments sont construits dans l'enceinte du fort. En 1975, le LCA devient l'Établissement central de l'armement (ECA)  puis il est rebaptisé en 1977 Établissement technique central de l'armement (ETCA),.

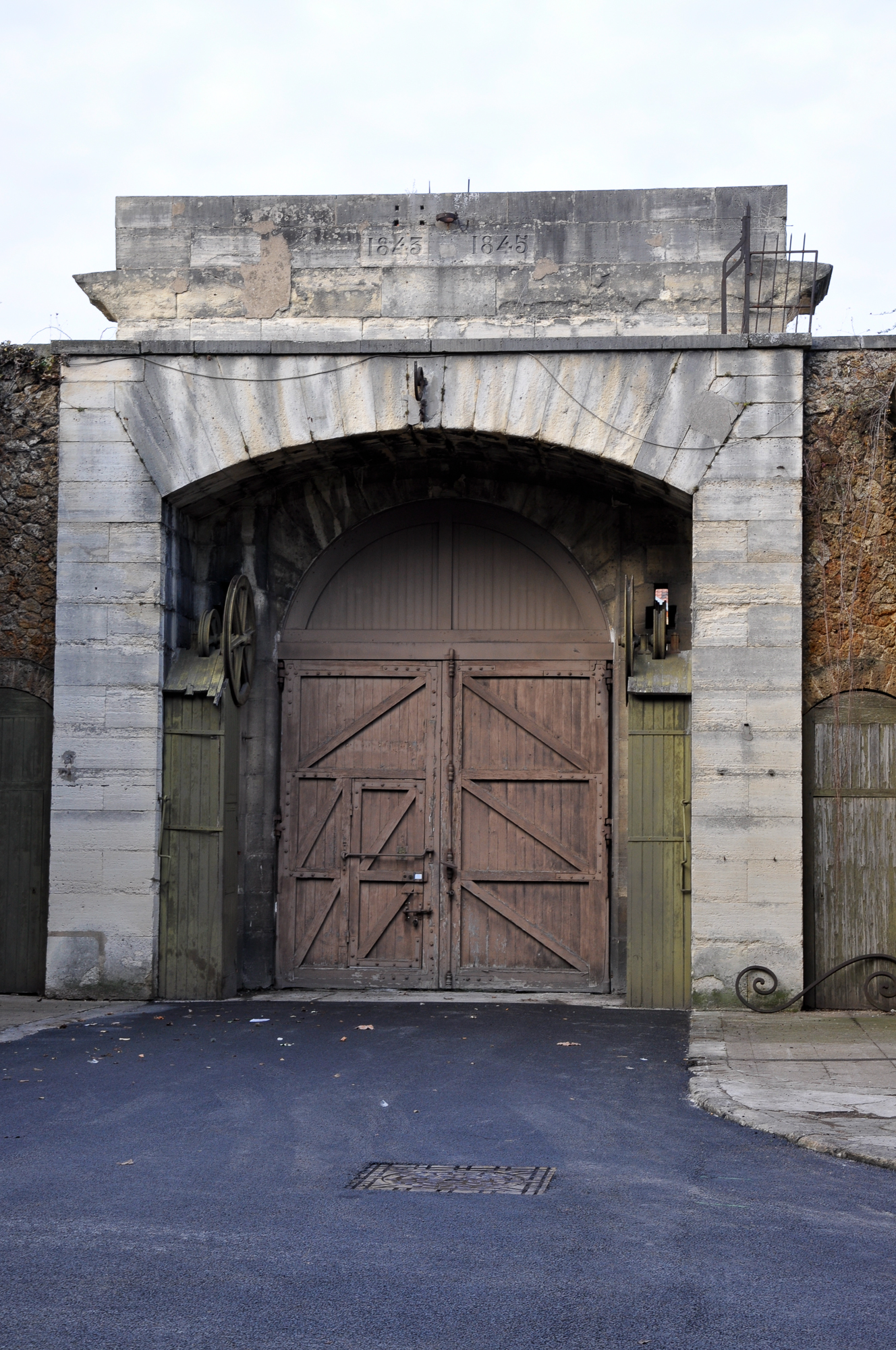
Porte du fort
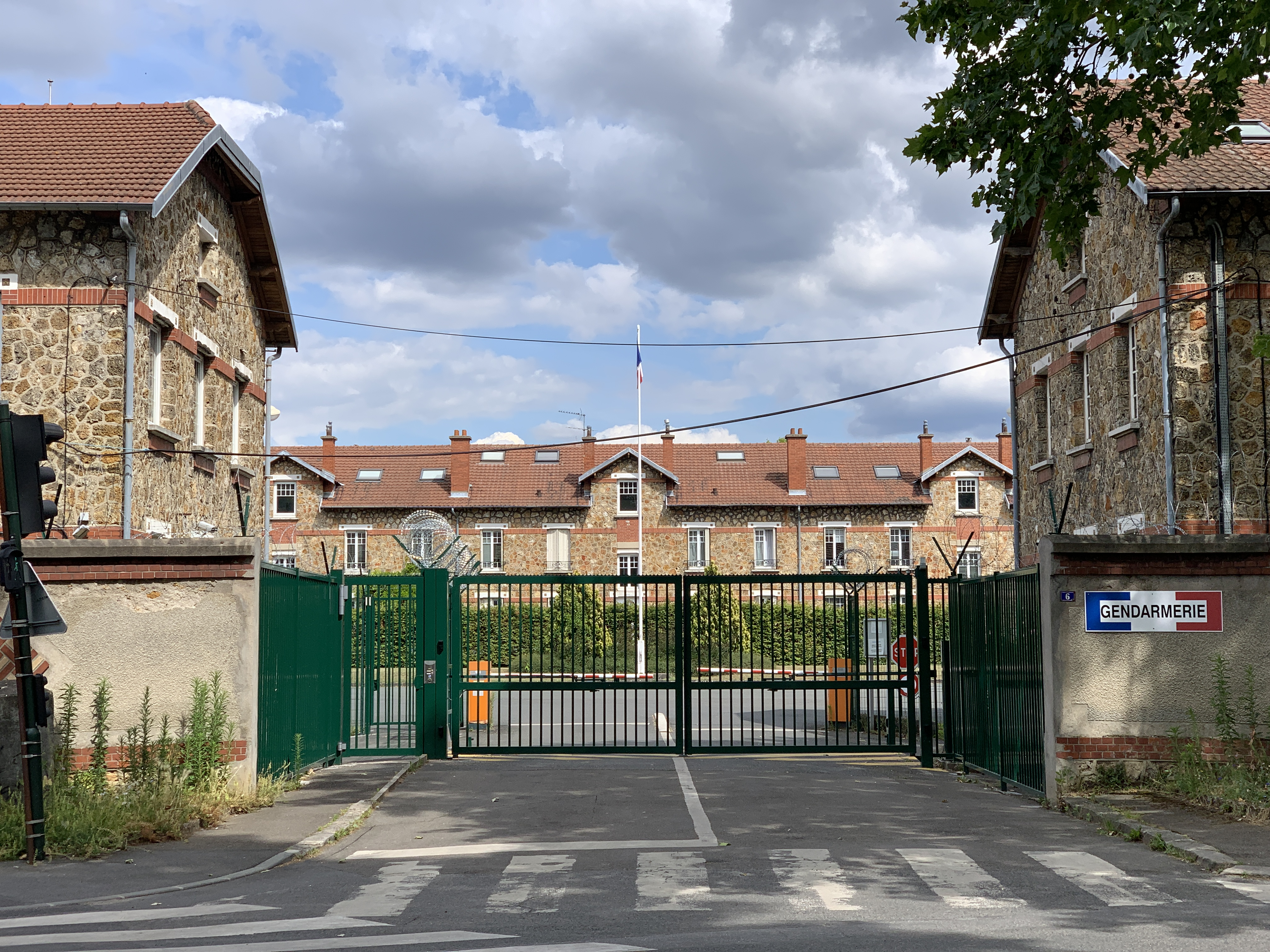
Caserne de Gendarmerie
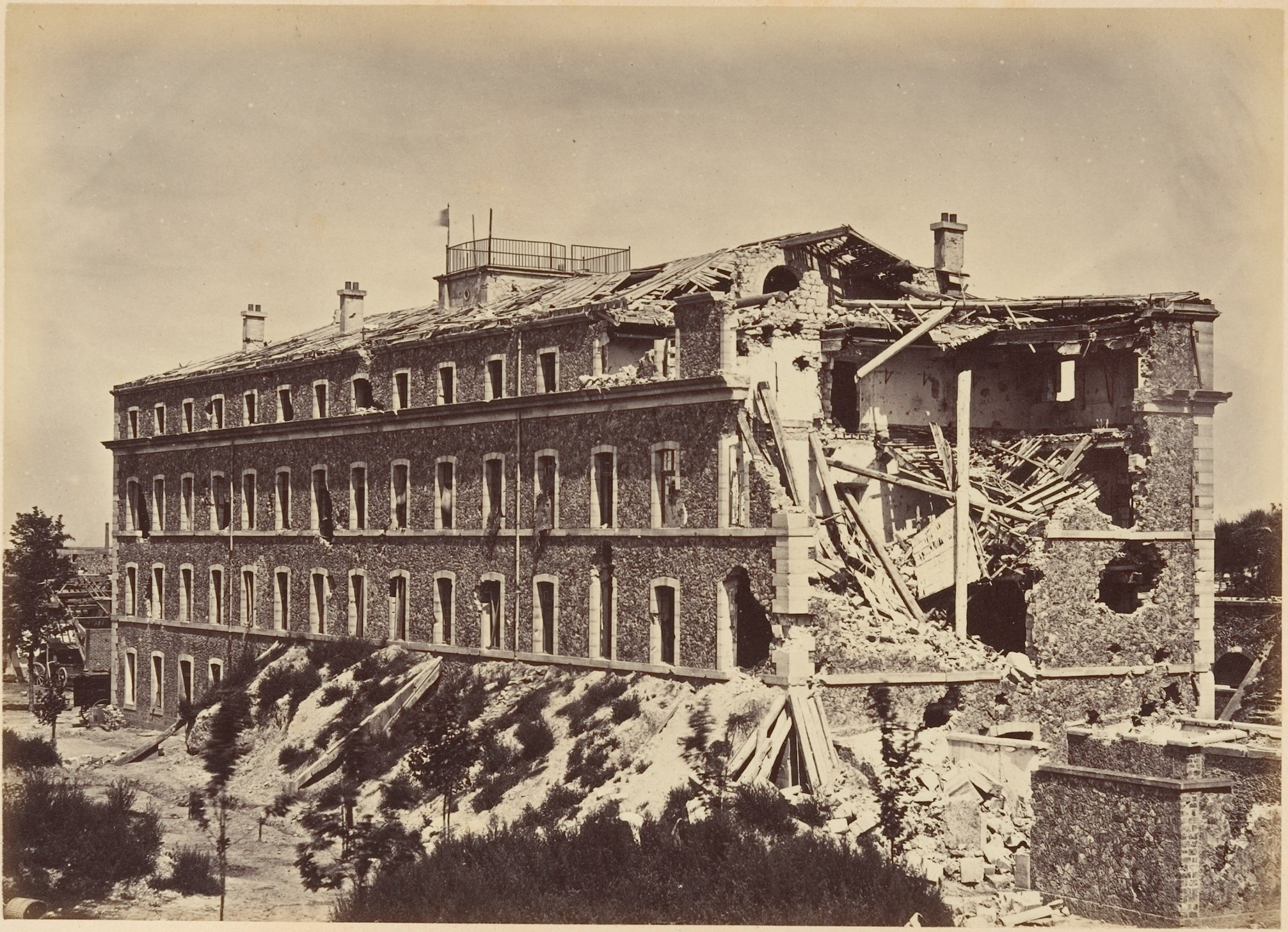
Ruines après le bombardement prussien de Paris, 1870-1871